# Ischnocnema nanahallux
Espèce
Ischnocnema nanahallux est une espèce d'amphibiens de la famille des Brachycephalidae.

## Répartition
Cette espèce est endémique de l'État de Rio de Janeiro au Brésil. Elle se rencontre à Santa Maria Madalena vers 1 200 m d'altitude dans le parc d'État du Desengano.

## Publication originale
- Brusquetti, Thomé, Canedo, Condez & Haddad, 2013 : A New Species of Ischnocnema parva Species Series (Anura, Brachycephalidae) from Northern State of Rio De Janeiro, Brazil. Herpetologica, vol. 69, no 2, p. 175-185.